# 拉卡尔姆
拉卡尔姆（法語：Lacalm，法語發音：[lakalm]）是法国阿韦龙省的一个旧市镇，属于罗德兹区。

## 地理
拉卡尔姆（44°46'19"N, 2°52'57"E）面积26.49 平方千米，位于法国奧克西塔尼大區阿韦龙省，该省份为法国南部内陆省份，位于法國中央高原南部，北起顺时针与康塔爾省、洛泽尔省、加尔省、埃罗省、塔恩省、塔恩-加龙省和洛特省接壤。
与拉卡尔姆接壤的市镇（或旧市镇、城区）包括：阿尔皮埃克、康图万、维阿代恩地区维特拉克、雅布兰、略塔代斯、拉特里尼塔。

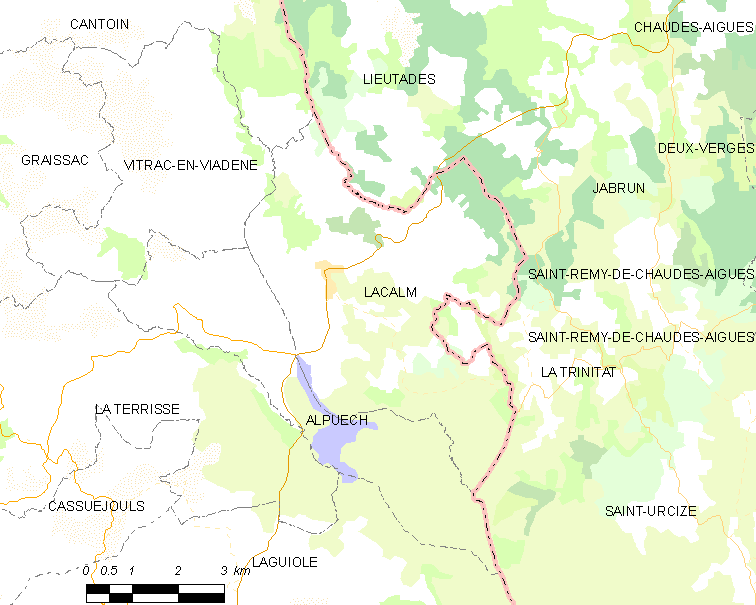
拉卡尔姆的OSM定位图

拉卡尔姆的时区为UTC+01:00、UTC+02:00（夏令时）。

## 行政
拉卡尔姆的邮政编码为12210，INSEE市镇编码为12117。

## 政治
拉卡尔姆所属的省级选区为欧布拉克-卡尔拉代斯县。

## 人口

1962-2008年间拉卡尔姆人口变化图示

拉卡尔姆于2018年1月1日时的人口数量为166人。